# Volos
Volos (griechisch Βόλος (m. sg.)) ist eine Hafenstadt und Gemeinde (Dimos) am Pagasitischen Golf in der griechischen Region Thessalien. Die Kernstadt hat 86.046 Einwohner (2011). In der Gemeinde Volos, die 2010 durch Eingemeindungen erheblich vergrößert wurde, leben mittlerweile 144.449 Menschen.

## Geografische Lage
Östlich und südöstlich von Volos erstreckt sich die Halbinsel des Pilion-Gebirges in das Ägäische Meer und bildet damit die östliche Begrenzung des Pagasitischen Golfs. Volos liegt ungefähr auf halber Strecke der Luftlinie zwischen Thessaloniki im Norden Griechenlands und Athen im Süden.
Die Stadt am Fuße des Pilion-Gebirges wurde im 19. Jahrhundert unterhalb des antiken Iolkos gegründet, von dem der Sage nach die Argonauten zu ihrer Fahrt nach Kolchis aufbrachen. Der an einem geschützten Meerbusen gelegene Hafen wurde bald zu einem wichtigen Handelszentrum im östlichen Mittelmeerraum. Heute verkehrt von hier eine Fähre zu den Sporaden.

## Geschichte
Im Altertum lagen hier drei Städte dicht zusammen: Iolkos, Demetrias und Pagasae. An der Straße zum Strand Alikies wurden Ausgrabungen durchgeführt. Der moderne Name Volos lässt sich mit einiger Sicherheit auf den antiken Namen Iōlkos zurückführen (< Mittelgr. Golos < Türk. Yolkaz < Altgr. Iōlkos).
1864 gründete die Alliance Israélite Universelle in Volos eine ihrer ersten Schulen.
Im Zweiten Weltkrieg flohen nach einem Luftangriff der Italiener auf Volos im November 1940 und einem Luftangriff der Luftwaffe (Wehrmacht) während des Balkanfeldzuges im Mai 1941 viele Bewohner in die Bergdörfer des Pilion. Die von den Italienern nach der Kapitulation Italiens im September 1943 in Volos zurückgelassenen Lebensmittel, Waffen und Munitionsbestände wurden vom griechischen Widerstand umgehend mit der Pilionbahn in das Bergdorf Milies gebracht und von dort mit Mulis auf andere Orte verteilt. Unter der Leitung des deutschen Stadtkommandanten Kurt Rickert, Kommandeur des SS-Panzergrenadier Regiment 7 in der 4. SS-Polizei-Panzergrenadier-Division, wurde eine Wehrmacht-Einheit nach Milies geschickt. Partisanen griffen den vorausfahrenden Offizier und einen Soldaten an und töteten sie. Als Vergeltungsmaßnahme wurde am 4. Oktober 1943 fast das gesamte Dorf von Wehrmacht-Soldaten niedergebrannt. Nach offiziellen Angaben der Gemeindeverwaltung erschossen diese 25 Männer und drei Bewohner starben in den brennenden Häusern.
Wie in anderen griechischen Orten sollten 1943 auch in Volos die etwa 900 Juden von der Wehrmacht verhaftet und in Vernichtungslager deportiert werden. In einer denkwürdigen Rettungsaktion, an der auch der orthodoxe Erzbischof Joakim sowie der deutsche Konsul Helmut Scheffel beteiligt waren, gelang es Widerstandsgruppen der EAM (siehe ELAS) in kürzester Zeit, die 900 Menschen auf 24 Piliondörfer zu verteilen und dort unter Aufsicht der ELAS und durch Mithilfe der örtlichen Bevölkerung mit neuer Identität zu versehen oder zu verstecken. Gleichwohl wurden 155 Mitglieder der jüdischen Gemeinde ermordet – teils von deutschen Besatzern in Griechenland und teils in Vernichtungslagern. (siehe auch Widerstand gegen den Nationalsozialismus)
1955 zerstörte ein Erdbeben große Teile des historischen Stadtkerns. Der Wiederaufbau führte zu einem modernen Stadtbild fast ohne historische Gebäude. Als sehenswert galt eine alte Markthalle (v. a. Fischmarkt), die 2006 aber abgerissen wurde. Am Hafen erinnert ein Denkmal an die Ausfahrt der Argonauten.
Volos war Austragungsort von Vorrundenspielen des olympischen Fußballturniers der Frauen und Männer bei den Olympischen Sommerspielen 2004 in Athen.
Seit den Spielen hat Volos ein großes modernes Fußballstadion mit 22.000 Plätzen, das Panthessaliko Stadio.
Durch das Sturmtief Daniel ausgelöste ungewöhnlich starke Regenfälle verursachten Anfang September 2023 in Volos und den umliegenden Regionen Überschwemmungen und richteten große Schäden an. Als Spätfolge kam es ab Ende August 2024 zu einem großen Fischsterben. Im vollgelaufenen Karla-See hatten Fische zunächst reichlich Nahrung gefunden und sich stark vermehrt. Weil der Seepegel aufgrund geringer Niederschläge in den folgenden Monaten und Hitzewellen drastisch gesunken war, verkleinerte sich der Lebensraum und die Süßwasserfische drängten wegen Sauerstoffmangels aus dem See über Bäche und Schleusen via den Fluss Xirias ins Meerwasser. Das Phänomen an sich ist in der Region nicht neu, doch das Ausmaß erreichte in diesem Jahr noch nie dagewesene Dimensionen. Über 70 Tonnen aufgrund des Sauerstoffmangels oder des Salzgehalts des Wassers verendete Fische wurden am Ufer des Pagasitischen Golfs angespült. Inzwischen wurde für einen Monat der Notstand ausgerufen. An der Mündung des Xirias wurden Netze angebracht, um die Fischkadaver zurückzuhalten.

## Bevölkerung, Verwaltung, Politik

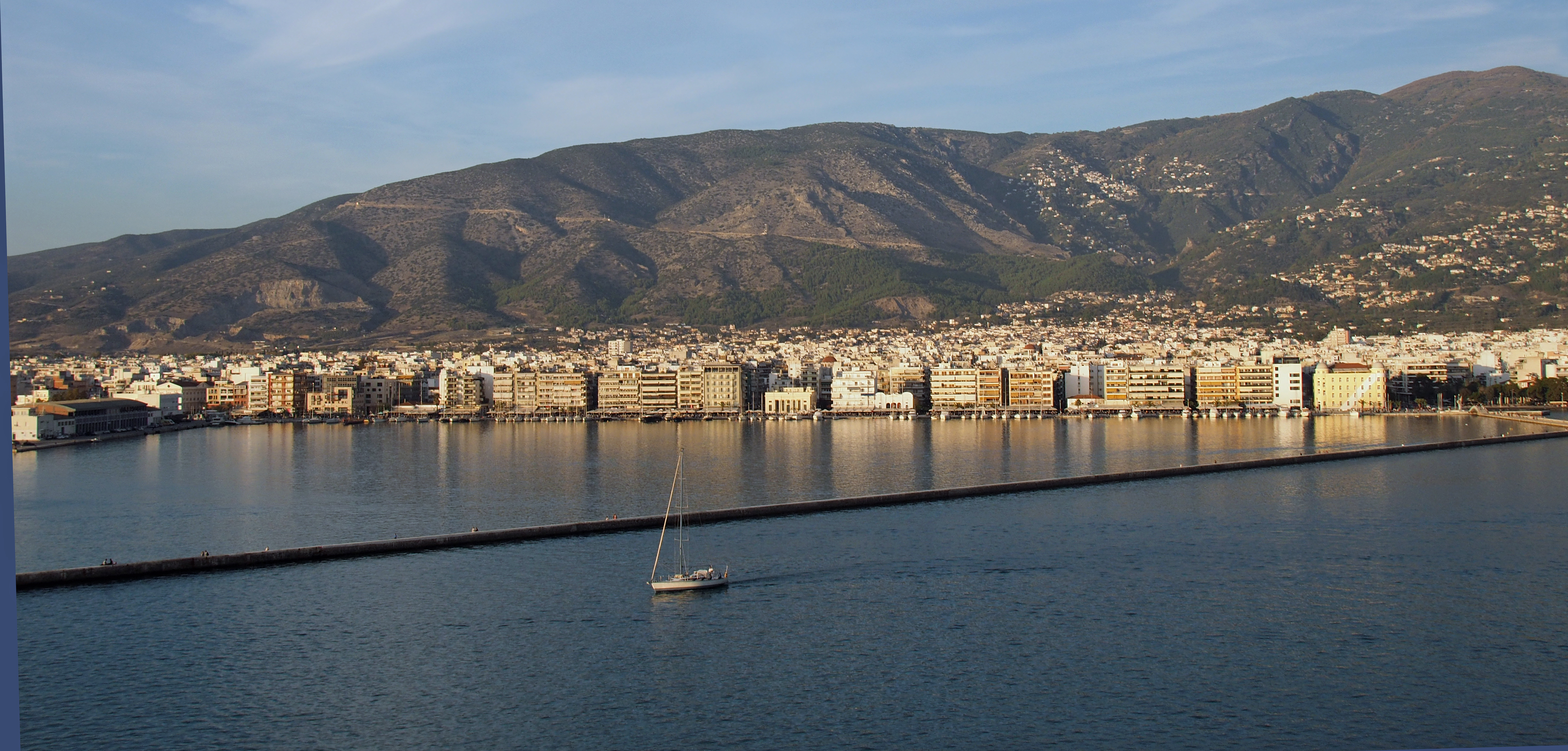
Volos am Pagasäischen Golf

Die Zahl der Einwohner von Volos, einem Handels- und Wirtschaftszentrum im südlichen Thessalien, nahm seit 1881 erheblich zu. Einen Schub der Einwohnerzahl bedingte auch die griechische Niederlage im Griechisch-Türkischen Krieg von 1919 bis 1922 mit dem nachfolgend im Vertrag von Lausanne 1923 vereinbarten Bevölkerungsaustausch zwischen Griechenland und der Türkei. Dies führte für Volos zu einer Ansiedlung von griechischen Flüchtlingen aus Kleinasien sowie zur erzwungenen Auswanderung des türkischen Bevölkerungsteils in die Türkei. In dieser Zeit entstand für die Flüchtlinge aus Kleinasien das Stadtviertel „Nea Ionia“. Die Einwohnerzahl von Volos wuchs von 1920 bis 1928 sehr stark. Von den 47.892 Einwohnern 1928 waren 13.733 Flüchtlinge aus Kleinasien. In der Zeit des Zweiten Weltkriegs von 1941 bis 1944 sowie in der Zeit des griechischen Bürgerkrieges 1946 bis 1949 wuchs die Bevölkerungszahl erneut stark. Zwischen 1928 und 1940 betrug das Bevölkerungswachstum 14,7 %.
| Einwohnerentwicklung der Stadt Volos (Βόλος) | Einwohnerentwicklung der Stadt Volos (Βόλος) | Einwohnerentwicklung der Stadt Volos (Βόλος) | Einwohnerentwicklung der Stadt Volos (Βόλος) | Einwohnerentwicklung der Stadt Volos (Βόλος) | Einwohnerentwicklung der Stadt Volos (Βόλος) | Einwohnerentwicklung der Stadt Volos (Βόλος) | Einwohnerentwicklung der Stadt Volos (Βόλος) | Einwohnerentwicklung der Stadt Volos (Βόλος) | Einwohnerentwicklung der Stadt Volos (Βόλος) | Einwohnerentwicklung der Stadt Volos (Βόλος) |
| Jahr                                         | 1920                                         | 1928                                         | 1940                                         | 1951                                         | 1961                                         | 1971                                         | 1981                                         | 1991                                         | 2001                                         | 2011                                         |
| -------------------------------------------- | -------------------------------------------- | -------------------------------------------- | -------------------------------------------- | -------------------------------------------- | -------------------------------------------- | -------------------------------------------- | -------------------------------------------- | -------------------------------------------- | -------------------------------------------- | -------------------------------------------- |
| Einwohner                                    | 30.046                                       | 47.892                                       | 54.919                                       | 73.178                                       | 80.846                                       | 88.096                                       | 71.378                                       | 77.192                                       | 82.439                                       | 86.046                                       |

## Verkehr

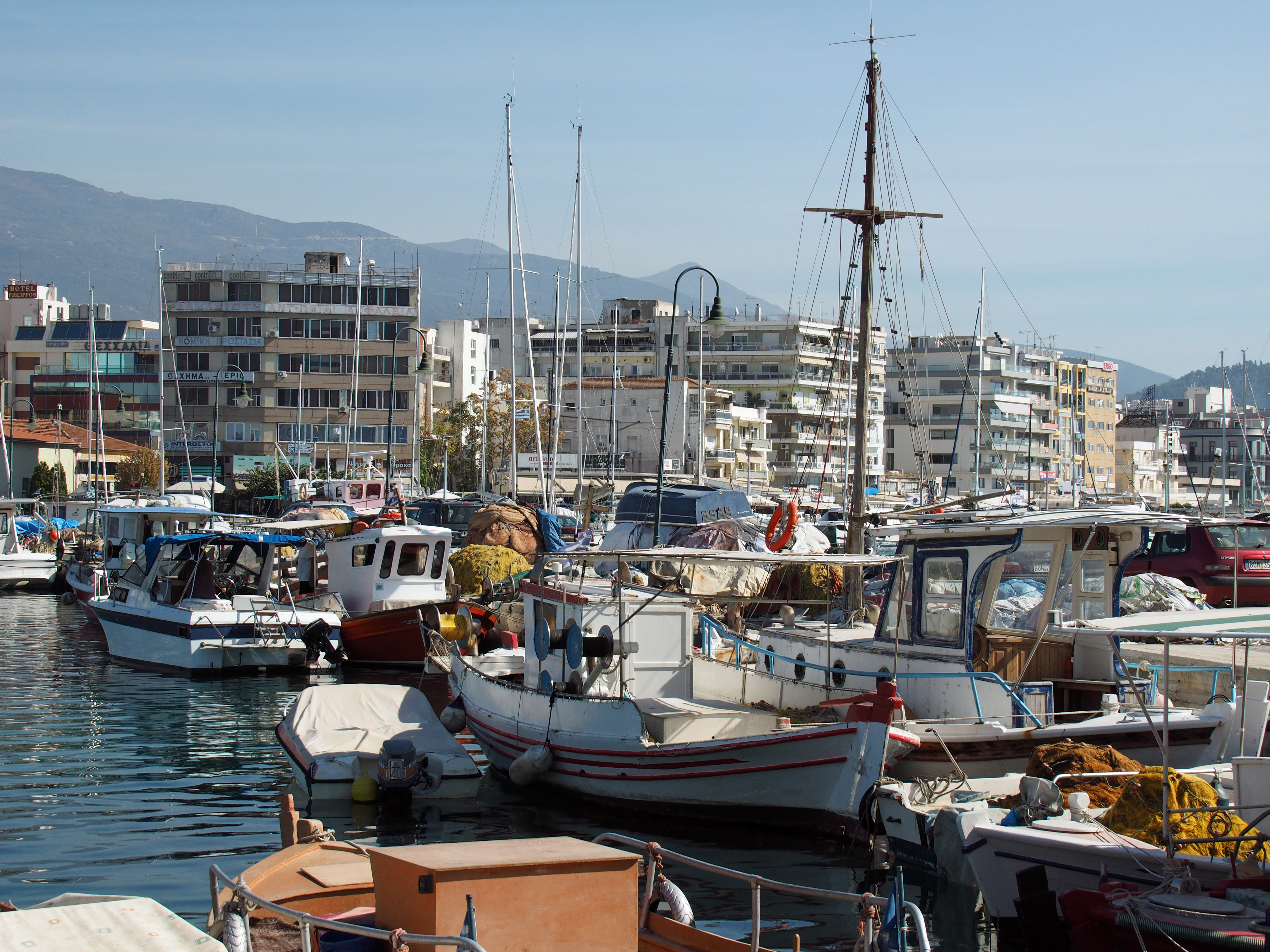
Fischerboote im Hafen

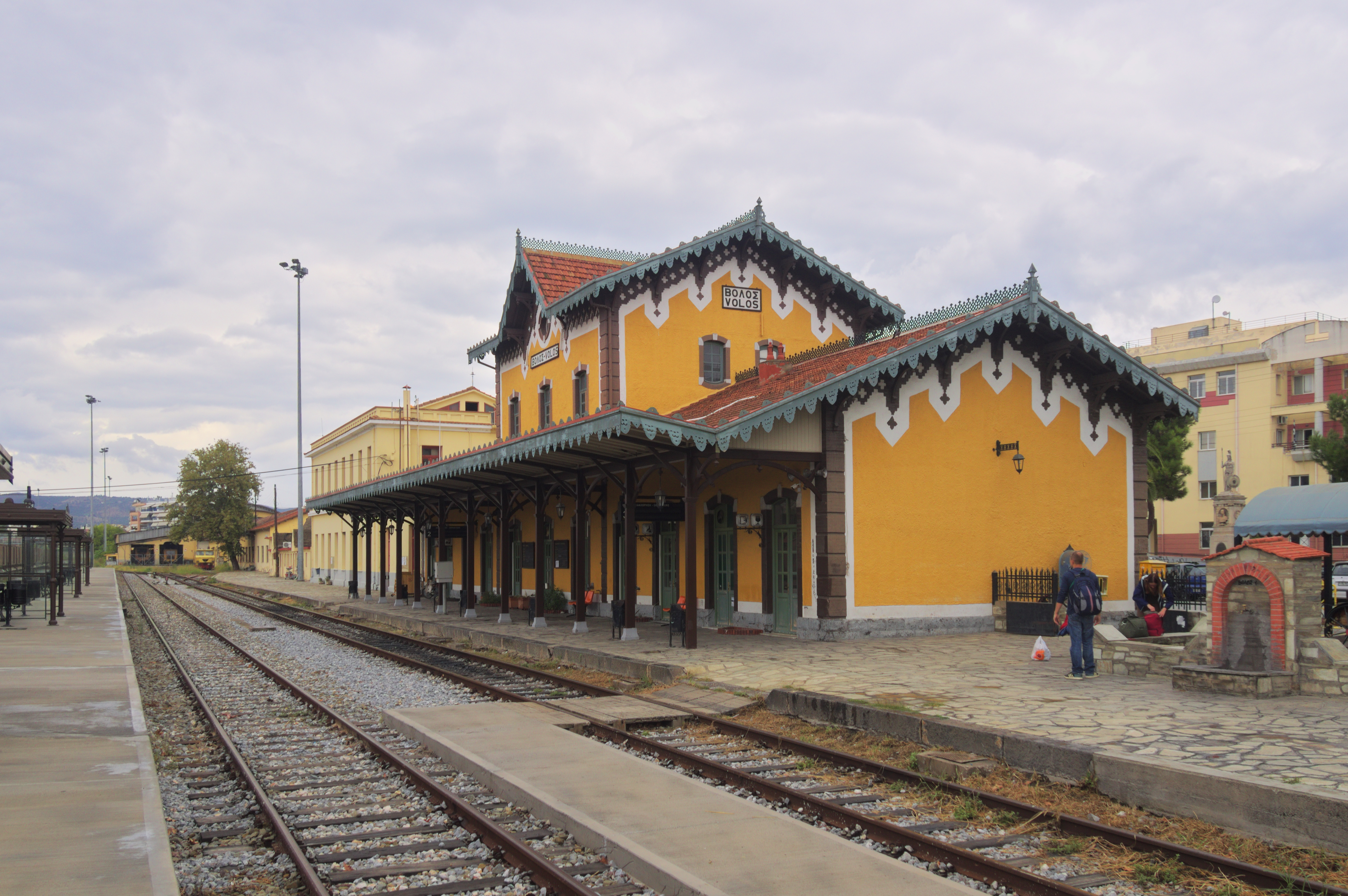
Bahnhof von Volos

### Hafen
Durch seine Lage am Pagasitischen Golf besitzt Volos einen geschützten großen Naturhafen, der für Handel, Fischerei, Yachten und den Fährverkehr zu den nahen Inseln der Sporaden genutzt wird.

### Schiene
Der Bahnhof Volos war ab 1884 Ausgangspunkt für die zunächst schmalspurigen Eisenbahnen in Thessalien. Es entstanden die Bahnstrecken Volos–Larisa, Volos–Kalambaka (beide in Meterspur) und die Pilionbahn nach Milies (600 mm-Spur). Die Strecke nach Larisa wurde 1962 auf Normalspur umgespurt und stellt dort den Anschluss an die Eisenbahnmagistrale des Landes, die Bahnstrecke Piräus–Thessaloniki her. Im Bereich des Bahnhofs Volos trafen sich nach dem Umbau drei Spurweiten. Die Pilionbahn stellte in den 1970er Jahren den Regelbetrieb ein und die Strecke Richtung Kalambaka wurde 1998 stillgelegt. So trafen von 1962 bis in die 1970er Jahre im Bahnhof Volos drei verschiedene Spurweiten aufeinander. Die Pilionbahn wird heute in einem Abschnitt noch touristisch genutzt.

### Luftverkehr
Der Flughafen Nea Anchialos, etwa 30 km südwestlich gelegen, wird nach früher ausschließlich militärischer Nutzung auch für zivile Flüge genutzt. In der Sommersaison 2023 wurde der Flughafen von Düsseldorf, Heraklion, Stuttgart, London, Brünn, München, Paris und Wien aus direkt angeflogen.

### Straße
Von Volos führt die Nationalstraße 6 westwärts in Richtung Velestino, wo der Anschluss an die Autobahn 1 (Europastraße 75) von Thessaloniki über Larisa, Lamia, Theben nach Athen besteht. Die Nationalstraße ist zu einer Autobahn ausgebaut worden. Nach Süden verlässt die Nationalstraße 30 Volos und führt anschließend nach Farsala.

Volos-Ringstraße

Nördlich um Volos verläuft eine nur teilweise fertiggestellte Ringstraße, die über 11 km als vierspurige Autobahn ausgebaut ist und in einem ca. 500 m langen Tunnel den Hügel Ghoritsa unterquert.
Eine Fortsetzung nördlich um Aghria ist in einem westlichen Teil von 1,5 km fertiggestellt, endet aber abrupt in der Landschaft und ist daher für den Verkehr gesperrt.

## Wirtschaft
4 km südlich der Stadt produziert das große Zementwerk „Herakles“ des Unternehmens Lafarge ca. 3,2 Millionen Tonnen Zement pro Jahr.
In Volos befindet sich der Sitz der 2001 gegründeten Hellenic Defence Vehicle Systems S.A, einer Tochtergesellschaft von Krauss-Maffei Wegmann.
Der staatliche Energieversorger DEI plant (Stand 2008) den Bau eines neuen Kohlekraftwerks gemeinsam mit dem deutschen Energiekonzern RWE. Dagegen gibt es Proteste.

Kirchen in Volos
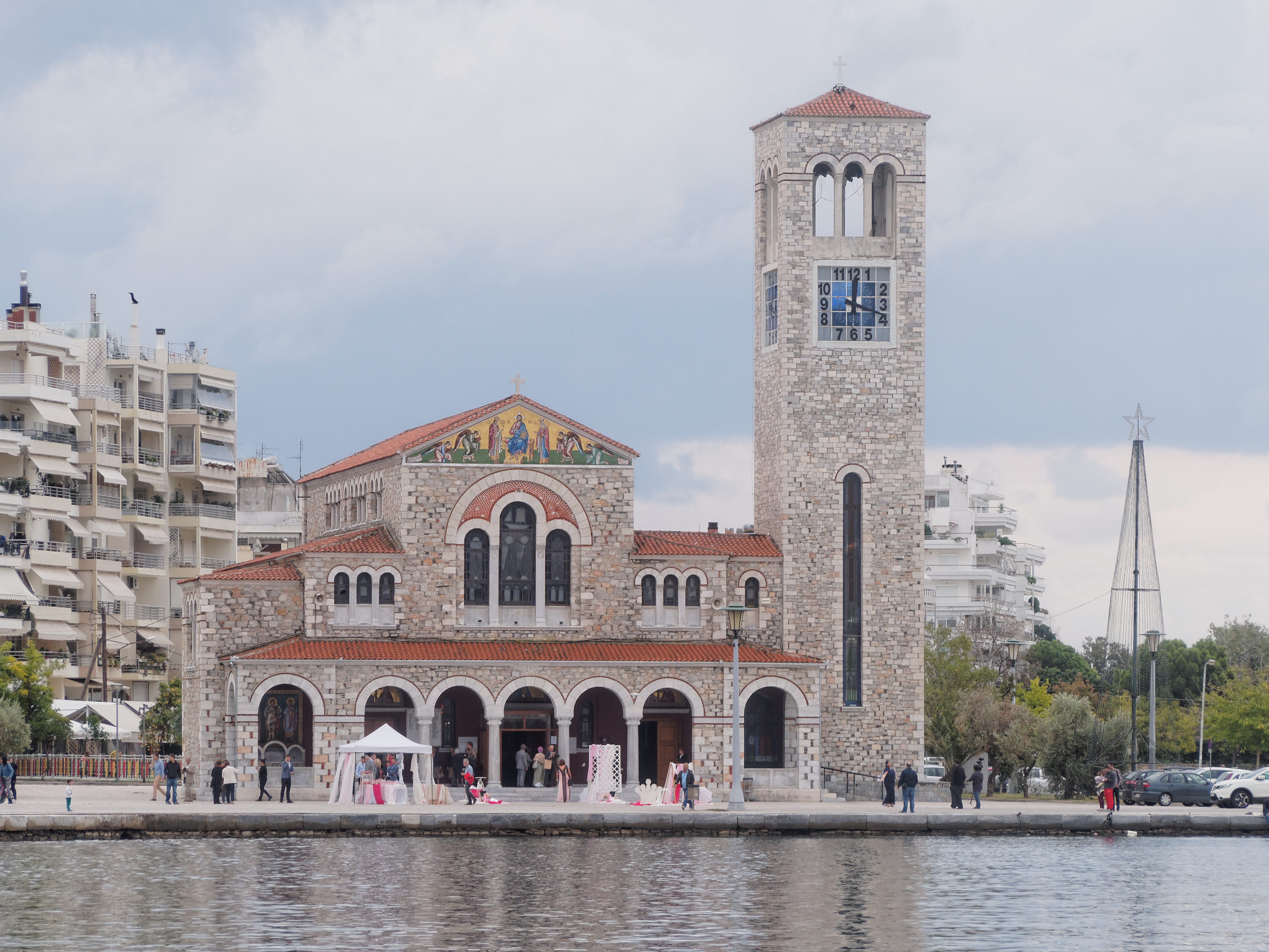
Saint Constantine church
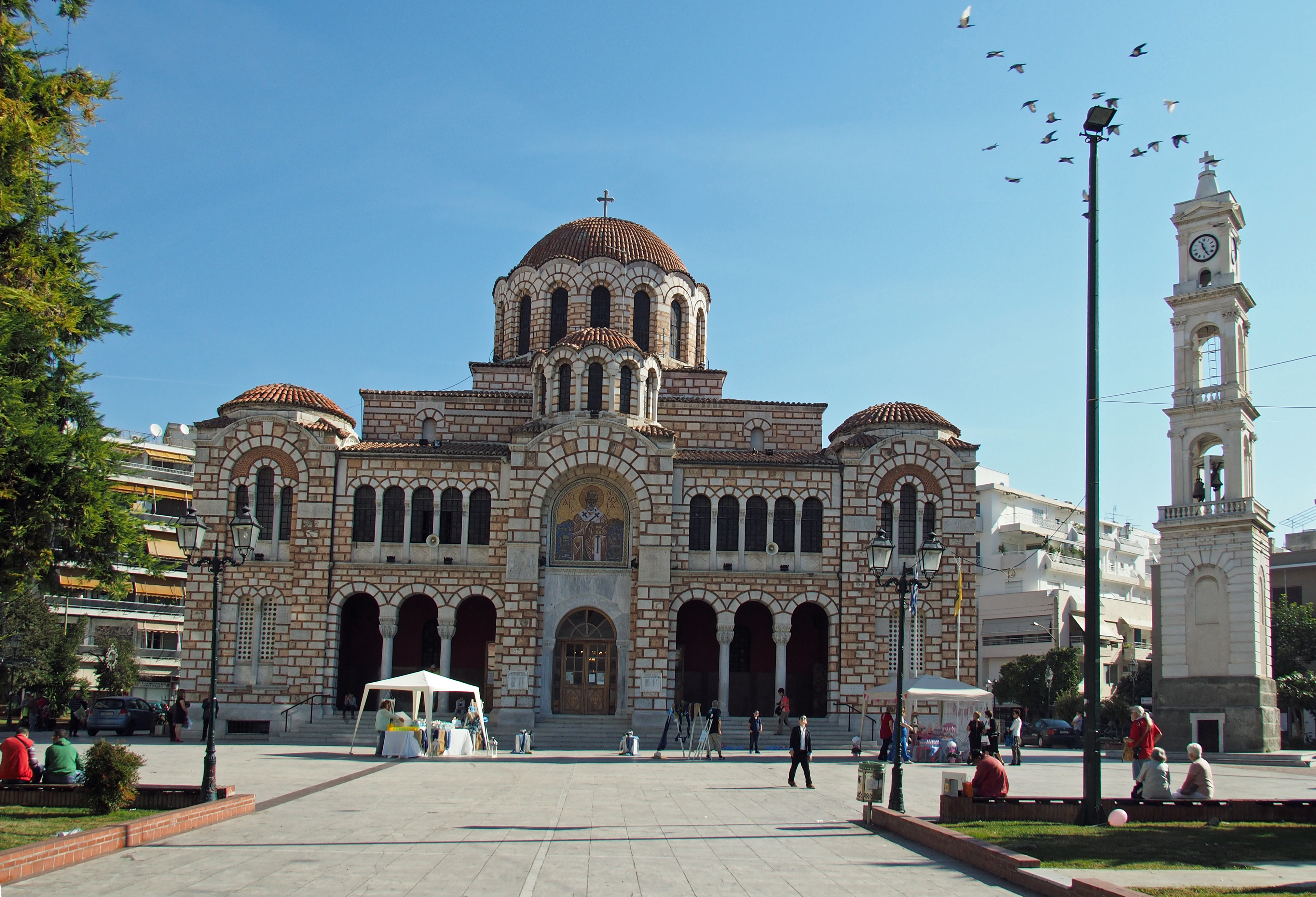
Metropolitan cathedral of Saint Nicholas
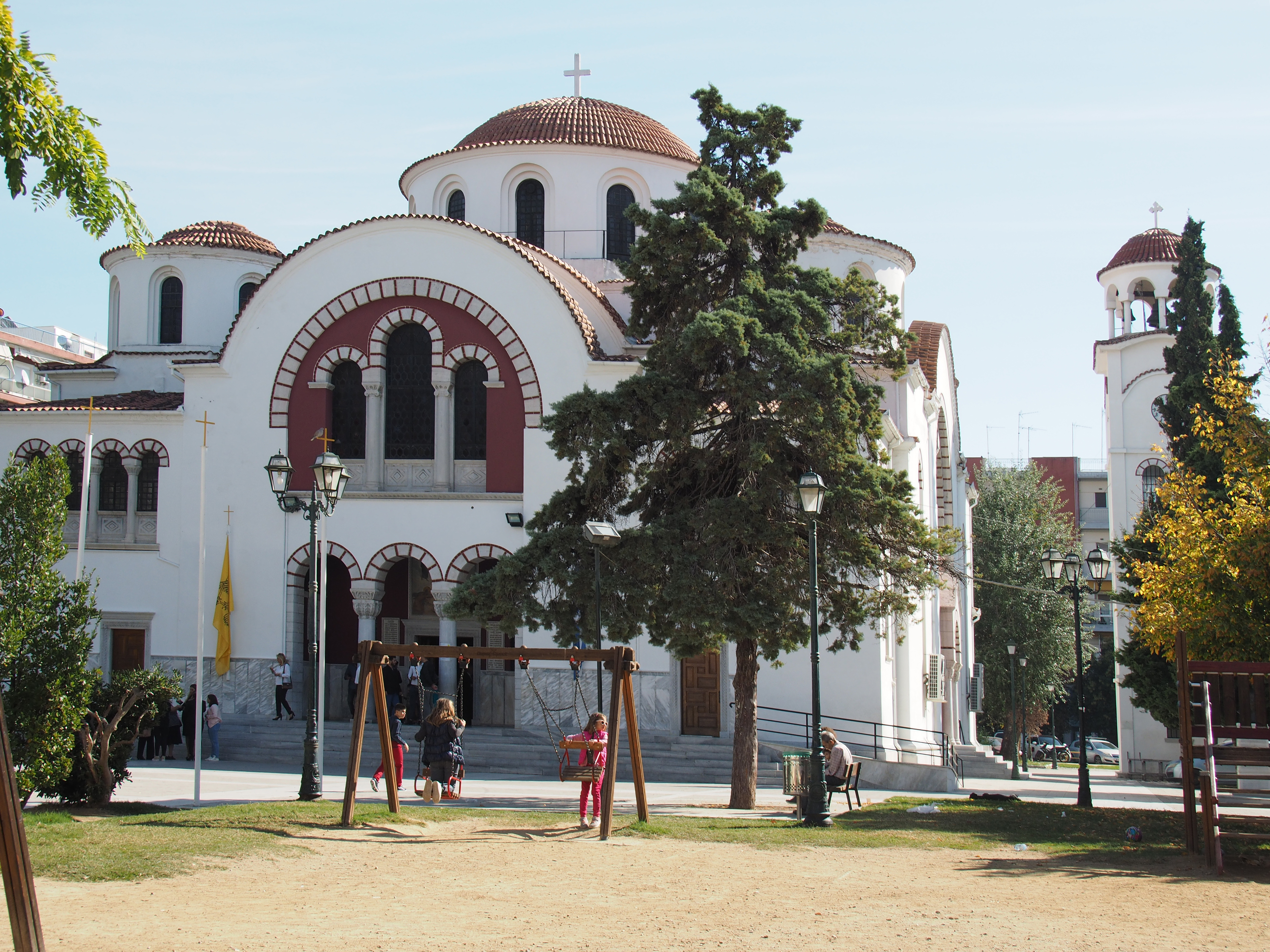
St. Kosmos of Aetolia Orthodox Church
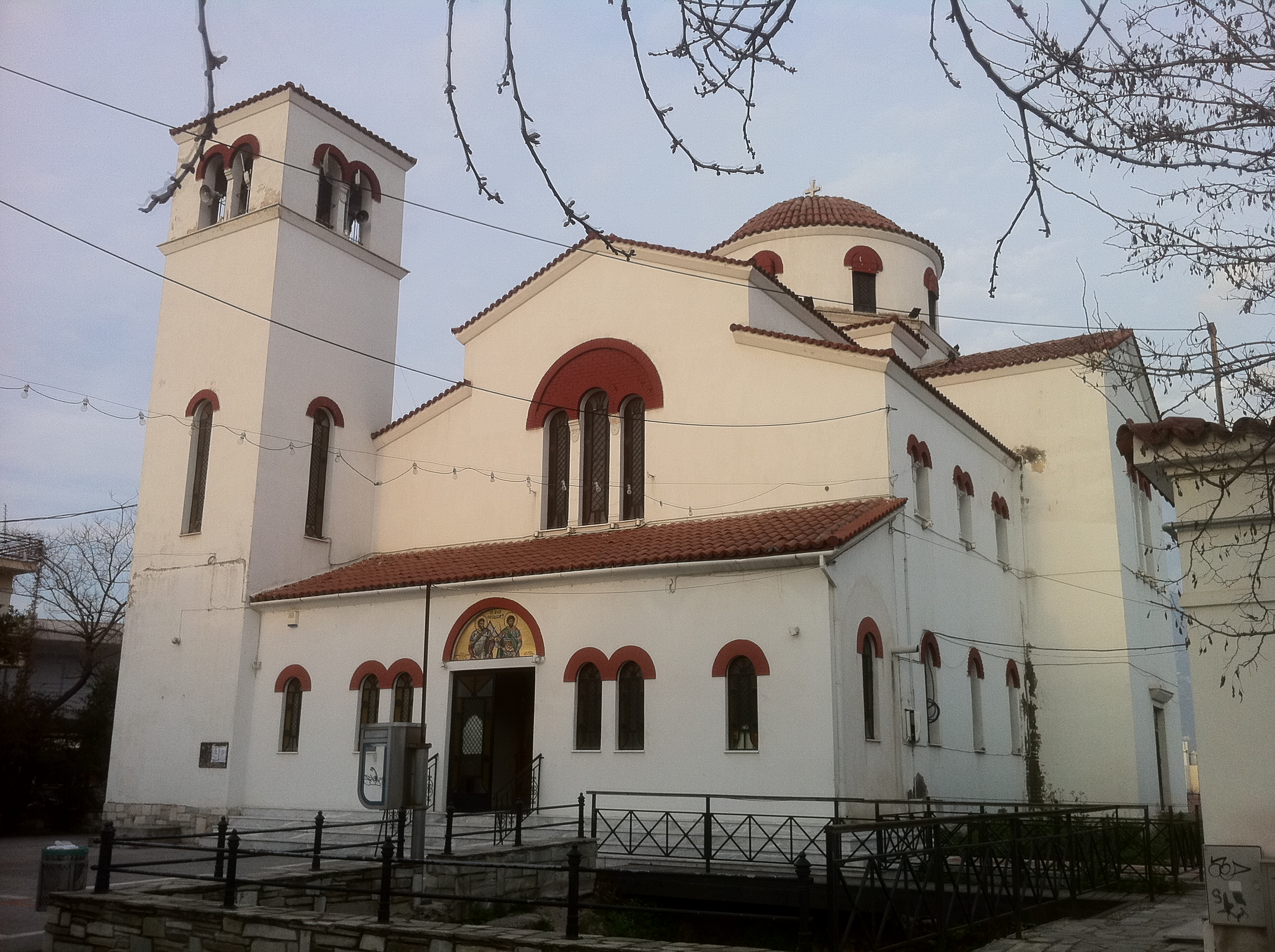
St. Theodore Orthodox Church
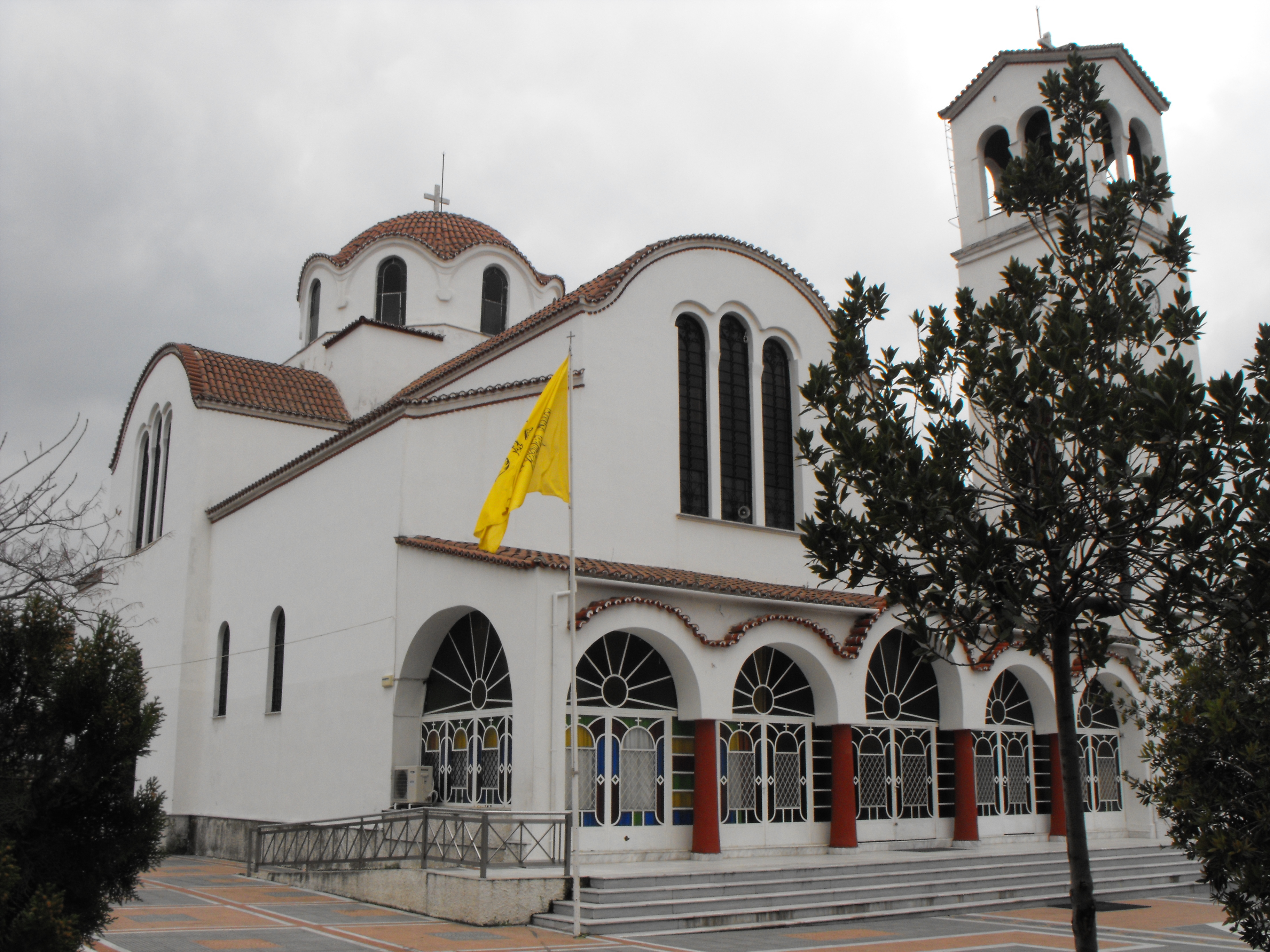
St. Demetrius Orthodox Church
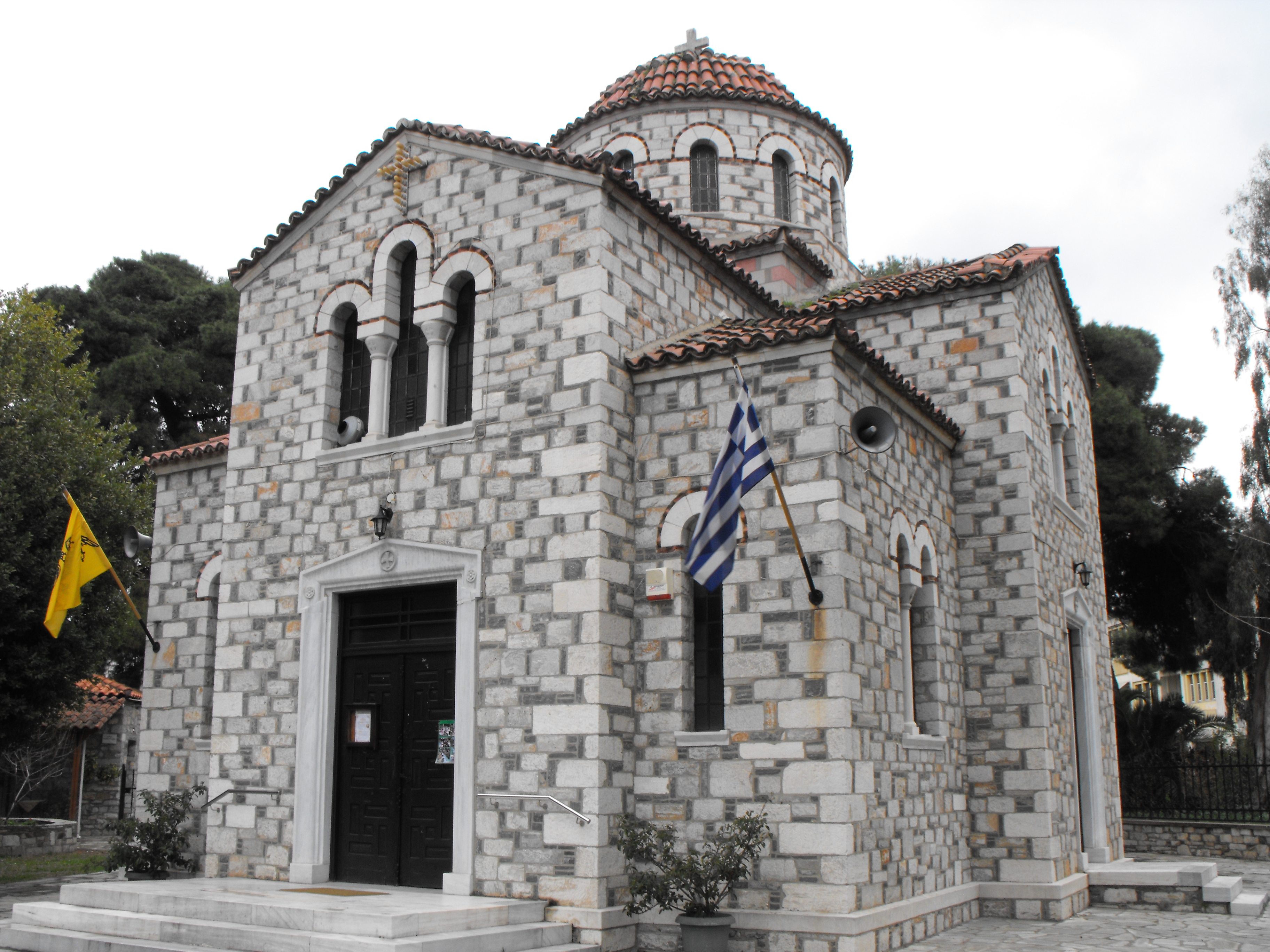
Holy Trinity Orthodox Church

## Persönlichkeiten
- Dimitrios Kalapothakis (1865–1921), Journalist
- Helmut Scheffel (1888–1964), deutscher Konsul in Volos von 1923 bis 1944 und von 1958 bis 1964
- Giorgio de Chirico (1888–1978), Maler, geboren in Volos
- Andreas Weißgerber (1900–1941), Geiger, geboren in Volos
- Apostolos Papakonstantinou (1924–2009), griechisch orthodoxer Metropolit
- Themistocles Dracos (1928–2021), Schweizer Bauingenieur und Professor
- Mary Michailidou (* 1940), Archäologin und Museumsleiterin
- Vangelis (1943–2022), Musiker und Komponist
- Christos Hatzis (* 1953), kanadischer Komponist
- Lavrentis Machairitsas (1953–2019), Musiker und Komponist
- Lena Divani (* 1955), Historikerin
- Kostas Akrivos (* 1958), Prosaschriftsteller
- Kostas Drygiannakis (* 1965), Komponist und Musiker
- Elena Kakaliagou (* 1979), Musikerin
- Efthalia Koutroumanidou (* 1982), Beachvolleyballspielerin
- Alexandros Kolonias (* 1986), Pokerspieler
- Christos Volikakis (* 1988), Bahnradsportler
- Sotirios Bretas (* 1990), Bahnradsportler
- Evi Filippou (* 1993), Musikerin
- Dimitris Limnios (* 1998), Fußballspieler
- Dimitra Tsoukala (* 1999), Sprinterin

## Partnerstädte
- Rostow am Don, Russland

- Le Mans, Frankreich

- Smederevo, Serbien